# Centrales Eléctricas de Nariño
Centrales Eléctricas de Nariño S.A. E.S.P. (CEDENAR) es una empresa colombiana de servicios públicos encargada de la distribución y comercialización de energía eléctrica en el departamento del Nariño. Esta certificada y vigilada por la Superintendencia de Servicios Públicos Domiciliarios.
La empresa posee 4 centrales hidroeléctricas. La cantidad de clientes con contrato de condiciones uniformes vigente para 2023 fue de 528.343.

## Historia
En 1948 se creó la Empresa Eléctrica de Pasto, creada por don Julio Bravo, para el suministro de energía electrica, con una planta construida sobre el Río Pasto, que fue puesta en operación con una capacidad de 2000 kW amperios.
El 9 de agosto de 1995, CEDENAR, fue constituida mediante escritura pública número 2059. En Bogotá.
En 1994, mediante la ley 142. Cedenar se transforma en una empresa mixta.

## Composición accionaria
Según el reporte del gobierno corporativo de 2023 la participación se divide de la siguiente manera: